# SS British Queen
El SS British Queen fue un transatlántico de pasajeros británico que fue el segundo barco de vapor completado para la ruta transatlántica cuando entró en servicio en 1839. Fue el barco de pasajeros más grande del mundo de 1839 a 1840, y luego fue superado por el SS President. Fue nombrado en honor a la reina Victoria del Reino Unido y es propiedad de la British and American Steam Navigation Company. El British Queen habría sido el primer barco de vapor transatlántico si no se hubiera retrasado 18 meses debido a la liquidación de la empresa contratada originalmente para construir su motor.
Al ser el barco más grande del mundo, el British Queen era más espacioso y cómodo que sus contemporáneos. Nunca ganó la Banda Azul, pero igualó las velocidades del Great Western en dirección oeste desde 1838 hasta 1840 y fue menos de medio nudo más lento en dirección este.
Después de completar nueve viajes de ida y vuelta, el British Queen quedó parado en 1841 cuando el tráfico de navegación a vapor británico-estadounidense colapsó debido a la pérdida del SS President con todas las personas a bordo. Fue vendida al gobierno belga para un servicio Amberes-Cowes-Nueva York que comenzó en 1842. Sin embargo, esto resultó infructuoso y quedó amarrada nuevamente después de tres viajes de ida y vuelta. El British Queen era de construcción ligera y fue desguazado en 1844 cuando ya no se encontró uso para el transatlántico pionero.